# Hornstedtia microcheila
Hornstedtia microcheila là một loài thực vật có hoa trong họ Gừng. Loài này được Henry Nicholas Ridley mô tả khoa học đầu tiên năm 1909. Năm 1923, Elmer Drew Merrill chuyển nó sang chi Amomum với danh pháp Amomum microcheilum. Nghiên cứu phát sinh chủng loại chi Amomum năm 2018 của de Boer et al. xác định nó thuộc về chi Hornstedtia.

## Phân bố
Loài này có trên dãy núi Cuernos, đảo Negros, Philippines. Sinh sống trên cách vách đá thấm nước dọc theo sông ở độ cao 900 m (3.000 ft).